# François Van Hoorenbeek
François Van Hoorenbeek est un tireur à la corde belge.
Il a participé aux Jeux olympiques de 1920 et remporta la médaille de bronze avec l'équipe belge.